# Baltasar Silva
Baltasar Silva, vollständiger Name Héctor Baltasar Silva Cabrera, (* 19. November 1984 in Tacuarembó) ist ein uruguayischer Fußballspieler.

## Karriere

### Verein
Der nach Vereinsangaben 1,72 Meter, nach anderen Quellen 1,75 Meter große Defensivakteur Silva stand zu Beginn seiner Karriere von 2004 bis Anfang Januar 2010 im Kader des norduruguayischen Vereins Tacuarembó FC. In der Saison 2009/10 lief er dort 13-mal in der Primera División auf. Ein Tor schoss er nicht. Anfang Januar 2010 wechselte er dann innerhalb der Liga zu River Plate Montevideo. Dort bestritt er in den Spielzeiten 2009/10 bis 2012/13 insgesamt 57 Erstligaspiele ohne persönlichen Torerfolg (2009/10: 5 Spiele; 2010/11: 14; 2011/12: 24; 2012/13: 14). Mitte Januar 2013 schloss er sich sodann dem Club Atlético Peñarol an. In der restlichen Saison trug er mit elf Ligaeinsätzen zum Gewinn der uruguayischen Meisterschaft bei und kam einmal in der Copa Libertadores (kein Tor) zum Einsatz. In der Spielzeit 2013/14 absolvierte er 15 Erstligaspiele (kein Tor), drei Begegnungen der Copa Libertadores (ein Tor) und zwei Partien (kein Tor) der Copa Sudamericana 2013. In der Apertura 2014 wurde er nicht in der höchsten uruguayischen Spielklasse und im internationalen Wettbewerb eingesetzt. Mitte Januar 2015 wechselte er zum Ligakonkurrenten Club Atlético Cerro. Dort absolvierte er in der Clausura 2015 zwölf Erstligaspiele (kein Tor). Während der Apertura der Spielzeit 2015/16 kam er sechsmal (kein Tor) in der Primera División zum Einsatz. Anschließend wechselte er für die im Januar 2016 beginnende Übergangsspielzeit (Torneo de Transición) zu Juventud Unida nach Argentinien. Für die Argentinier absolvierte er fünf Ligaspiele (kein Tor) in der Primera B Nacional. Ende Juli 2016 verpflichtete ihn der uruguayische Erstligist Plaza Colonia. Dort bestritt er in der Saison 2016 zehn Ligaspiele und eine Partie in der Copa Sudamericana 2016. Ein Tor schoss er nicht.

### Erfolge
- Uruguayischer Meister: 2012/13